# Raimund Wörle
Raimund Wörle (* 19. Februar 1896 in Hötting; † 29. Juli 1979 in Innsbruck) war ein österreichischer Maler.

## Leben
Raimund Wörle besuchte die Staatsgewerbeschule in Innsbruck und machte in den Ferien Praktika bei den Malern Rafael Thaler und Toni Kirchmayr. Im Ersten Weltkrieg leistete er 1917/1918 Kriegsdienst beim Standschützenbataillon in Innsbruck. Nach einem Jahr Kriegsgefangenschaft in Italien ließ er sich als freischaffender Künstler in Innsbruck nieder und bildete sich bei Toni Kirchmayr, Heinrich Comploj und Max von Esterle weiter. 1930 wurde er Mitglied der Künstlergruppe „Secession Innsbruck“.
Zu Wörles Werken zählen Porträts, Landschaften und Stillleben in allen Techniken. Nach dem Zweiten Weltkrieg schuf er zahlreiche Wandmalereien an öffentlichen Gebäuden in Tirol.

## Einzelausstellungen
- Tiroler Landesmuseum Ferdinandeum, 1934, 1936
- Tiroler Kunstpavillon, 1952, 1971, 1977, 1996

## Werke

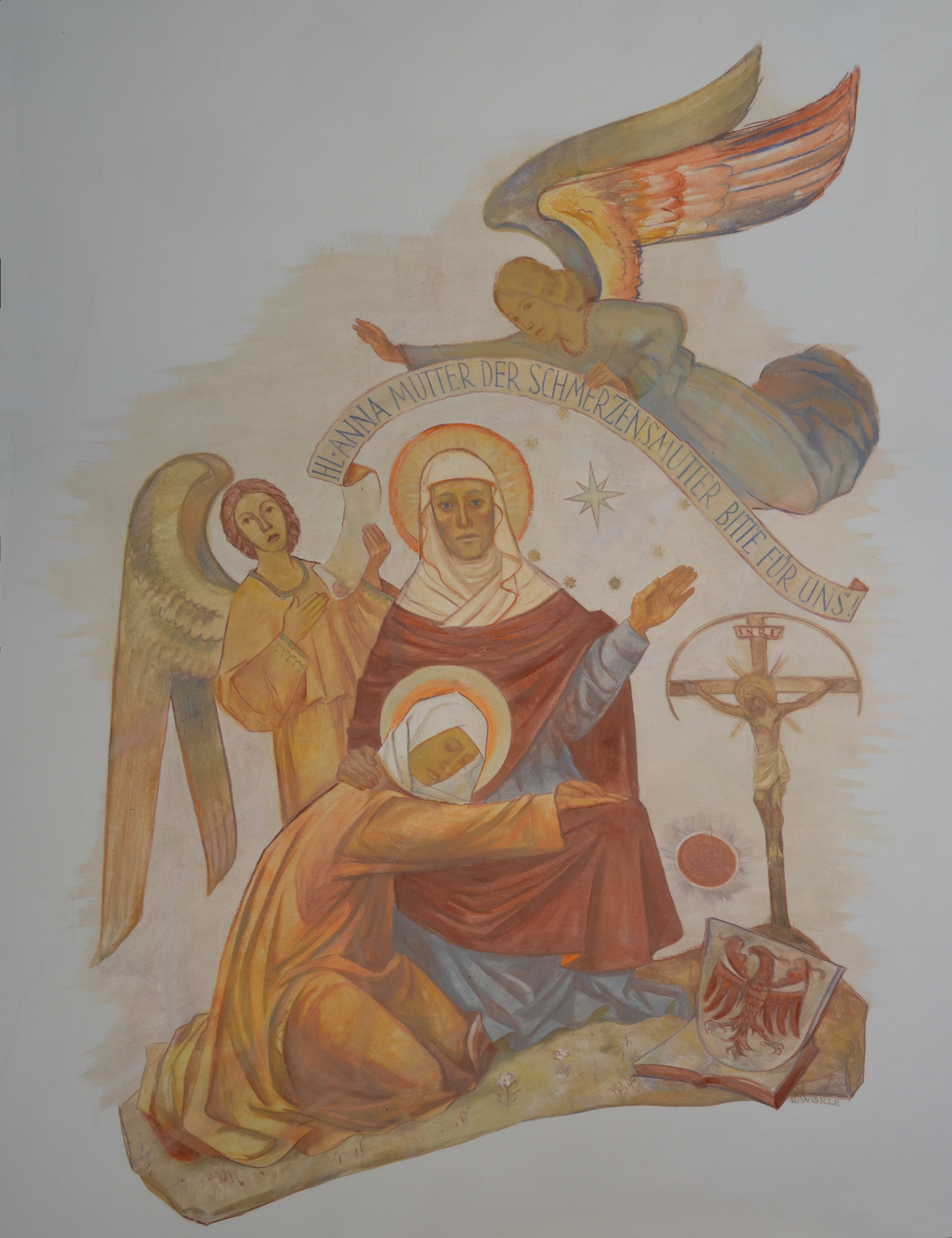
Deckengemälde in der Annakapelle Kössen

- Wandbild Schulkinder, altes Schulhaus Fritzens, 1952[1]
- Wandbild Schülerpaar, Volksschule Unterleutasch, 1953[2]
- Deckengemälde hll. Maria und Anna mit Engeln, Annakapelle, Kössen, um 1953
- Fresko hl. Christophorus an der Turmfassade, Pfarrkirche Barwies, 1955[3]
- Nothelferbilder, Nothelferbildstock, Gries am Brenner, 1956[4]
- Wandmalereien Haymon und Thyrsus, Gasthof Riese Haymon, Innsbruck-Wilten, 1956[5]
- Wandbild hl. Florian, Feuerwehrgebäude Natters, 1956[6]
- Wandmalerei mit Gnadenbild Maria Waldrast und Wappen, Ansitz Latschburg, Pfons, 1956[7]
- Fresko hl. Dreifaltigkeit, ehem. Schwesternheim, Oetz, 1957[8]
- Wandmalerei hl. Christophorus, Alois-Grauß-Gedächtniskapelle, Achenkirch, 1958[9]
- Nischenbild mit Ansicht des Ansitzes, hll. Romedius, Ulrich und Afra, Umfassungsmauer Ansitz Krippach, 1958[10]
- Fassadenmalerei Josef Speckbacher, Speckbacherkapelle, Gnadenwald, 1959[11]
- Wandbild Schutzmantelmadonna, Volksschule Vögelsberg, Wattens, 1959[12]
- Fresko, Totenkapelle Friedhof Sölden, 1960 (1974 entfernt)[13]
- Wandbild Gefallene der Gebirgstruppe, Christkönigskapelle Wattener Lizum, 1961[14]
- Fassadenmalerei Hl. Familie, Asthofkapelle, Sillian, 1964[15]